# Bernard Vallet
Bernard Vallet (Vienne, 18 gennaio 1954) è un ex ciclista su strada, pistard e dirigente sportivo francese.
Professionista tra il 1975 ed il 1989, vinse la classifica scalatori al Tour de France 1982.

## Carriera
Da dilettante vinse il Circuit des monts du Livradois nel 1973, una tappa al Tour de l'Avenir nel 1974, il Tour du Gévaudan Languedoc-Roussillon e la Route de France nel 1975. Passò professionista nell'ottobre dello stesso anno con la Gan-Mercier-Hutchinson di Claude Sudres, rimanendovi fino al 1978. Nel 1979 passò alla La Redoute e si impose al Tour du Limousin; nella stagione successiva vinse il Grand Prix de la Ville de Rennes, una tappa al Tour de France, una tappa al Tour du Limousin e la Sei giorni di Nouméa. Nel 1981 vinse il Tour d'Armorique e una tappa alla Quatre jours de Dunkerque; l'anno seguente vinse due tappe al Critérium du Dauphiné Libéré, il Tour de l'Aude, la Sei giorni di Grenoble e la classifica scalatori del Tour de France.
Nel 1984 passò alla La Vie Claire-Terraillon e conquistò una tappa al Tour de Romandie, le Sei giorni di Parigi e di Grenoble ed il titolo nazionale della corsa a punti. Nel 1986 passò alla RMO, vincendo una tappa al Tour du Vaucluse e la Sei giorni di Parigi; nel 1987 vinse la Bordeaux-Parigi e la Sei giorni di Grenoble. Si ritirò nel 1989. Partecipò a dieci edizioni del Tour de France, una del Giro d'Italia e otto dei campionati del mondo su strada.

## Palmarès

### Strada
- 1973 (SC Nice)

Classifica generale Circuit des monts du Livradois
- 1974 (SC Nice)

3ª tappa Tour de l'Avenir (Mazamet > Colomiers)
Paris-Evreux
- 1975 (Gan - Mercier - Hutchinson, due vittorie)

Classifica generale Tour du Gévaudan Languedoc-Roussillon
Classifica generale Route de France
- 1979 (La Redoute-Motobécane, quattro vittorie)

1ª tappa Tour du Limousin (Brive > Brive)
Classifica generale Tour du Limousin
1ª tappa Tour du Vaucluse (Avignone > Avignone)
2ª tappa Course de L'Aproca (Saint-Claude > Saint-Claude, cronometro)
- 1980 (La Redoute-Motobécane, tre vittorie)

Grand Prix de la Ville de Rennes
15ª tappa Tour de France (Montpellier > Martigues)
3ª tappa, 2ª semitappa Tour du Limousin (Treignac > Uzerche)
- 1981 (La Redoute-Motobécane, quattro vittorie)

2ª tappa Tour d'Armorique (Brest > Quimper)
Classifica generale Tour d'Armorique
4ª tappa Quatre jours de Dunkerque (Tourcoing > Villeneuve-d'Ascq)
Maël-Pestivien
- 1982 (La Redoute-Motobécane, tre vittorie)

4ª tappa, 1ª semitappa Critérium du Dauphiné Libéré (Paray-le-Monial > Bourg-en-Bresse)
7ª tappa, 2ª semitappa Critérium du Dauphiné Libéré (Annecy > Annecy, cronometro)
Classifica generale Tour de l'Aude
- 1984 (La Vie Claire-Terraillon, due vittorie)

3ª tappa Tour de Romandie (Crans-Montana > Losanna)
3ª tappa Tour de Normandie
- 1986 (RMO, due vittorie)

3ª tappa Tour du Vaucluse (Orange > Vaison-la-Romaine)
Duo Normand (con François Lemarchand)
- 1987 (RMO, una vittoria)

Bordeaux-Parigi

#### Altri successi
- 1977 (Miko - Mercier - Hutchinson)

Montée Laurent Jalabert
- 1980 (La Redoute-Motobécane)

Montée Laurent Jalabert
Criterium di Niort
- 1981 (La Redoute-Motobécane)

Criterium di Arras
- 1982 (La Redoute-Motobécane)

Criterium di Bain-de-Bretagne
Criterium di Lescouët-Jugon
Classifica scalatori Tour de France
Criterium di Chamalières
- 1984 (La Vie Claire-Terraillon)

Ronde des Korrigans
Criterium di Font-Romeu
- 1985

Criterium di Clermont-Ferrand
Criterium di Marthon
3ª tappa Tour de France (Vitré > Fougères, cronometro a squadre)
- 1986 (RMO)

Criterium di Bussières
Criterium di Poitiers
- 1987 (RMO)

Criterium di Castillon-la-Bataille
Criterium di Joué-lès-Tours
Criterium di Les Ormes
- 1989 (RMO)

Criterium di Lantenne-Vertière

### Pista
- 1980

Sei giorni di Nouméa (con Maurizio Bidinost)
- 1982

Sei giorni di Grenoble (con Gert Frank)
- 1984

Sei giorni di Grenoble (con Gert Frank)
Sei giorni di Parigi (con Gert Frank)
Campionati francesi, corsa a punti
- 1986

Sei giorni di Parigi (con Danny Clark)
- 1987

Sei giorni di Grenoble (con Charly Mottet)

## Piazzamenti

### Grandi Giri
- Giro d'Italia

1985: 43º
- Tour de France

1977: 20º
1979: 20º
1980: 31º
1981: 45º
1982: 12º
1983: 58º
1984: 73º
1985: 46º
1986: 62º
1987: 60º

### Classiche monumento
- Milano-Sanremo

1978: 139º
1980: 41º
1985: 23º
- Giro delle Fiandre

1978: 40º
- Liegi-Bastogne-Liegi

1981: 22º
1982: 14º
1983: 26º
1984: 33º
1985: 68º
1987: 37º
- Giro di Lombardia

1978: 31º

### Competizioni mondiali
- Campionati del mondo

Ostuni 1976 - In linea: 36°
San Cristóbal 1977 - In linea: ritirato
Valkenburg 1979 - In linea: 14º
Sallanches 1980 - In linea: ritirato
Praga 1981 - In linea: 68º
Goodwood 1982 - In linea: ritirato
Barcellona 1984 - In linea: ritirato
Giavera del Montello 1985 - In linea: ritirato

### Competizioni europee
- Campionati europei

Francia 1980 - Derny: 4°
Svizzera 1984 - Americana: 9°
Germania 1985 - Derny: 4°
Svizzera 1985 - Omnium endurance: 5°
Germania 1987 - Derny: 4°
Germania 1987 - Americana: 8°